# Grințieș
Grințieș – wieś w Rumunii, w okręgu Neamț, w gminie Grințieș. W 2011 roku liczyła 997 mieszkańców.